# ラ・レプッブリカ
ラ・レプッブリカ（イタリア語: la Repubblica）は、イタリア最大の部数を発行する一般紙で、発行形態は日刊紙。ベルリナー判を採用している。

## 概要
1976年にローマで創刊され、イタリア国内の新聞としてはコリエーレ・デラ・セラと並ぶ発行部数である。創刊時より中道左派の論調をとり、文体はどちらかと言えば堅めの論調が多い。
土曜日には「D - la Repubblica delle donne」という主に女性を対象とした付録誌が付いてくる。